# 海傲灣

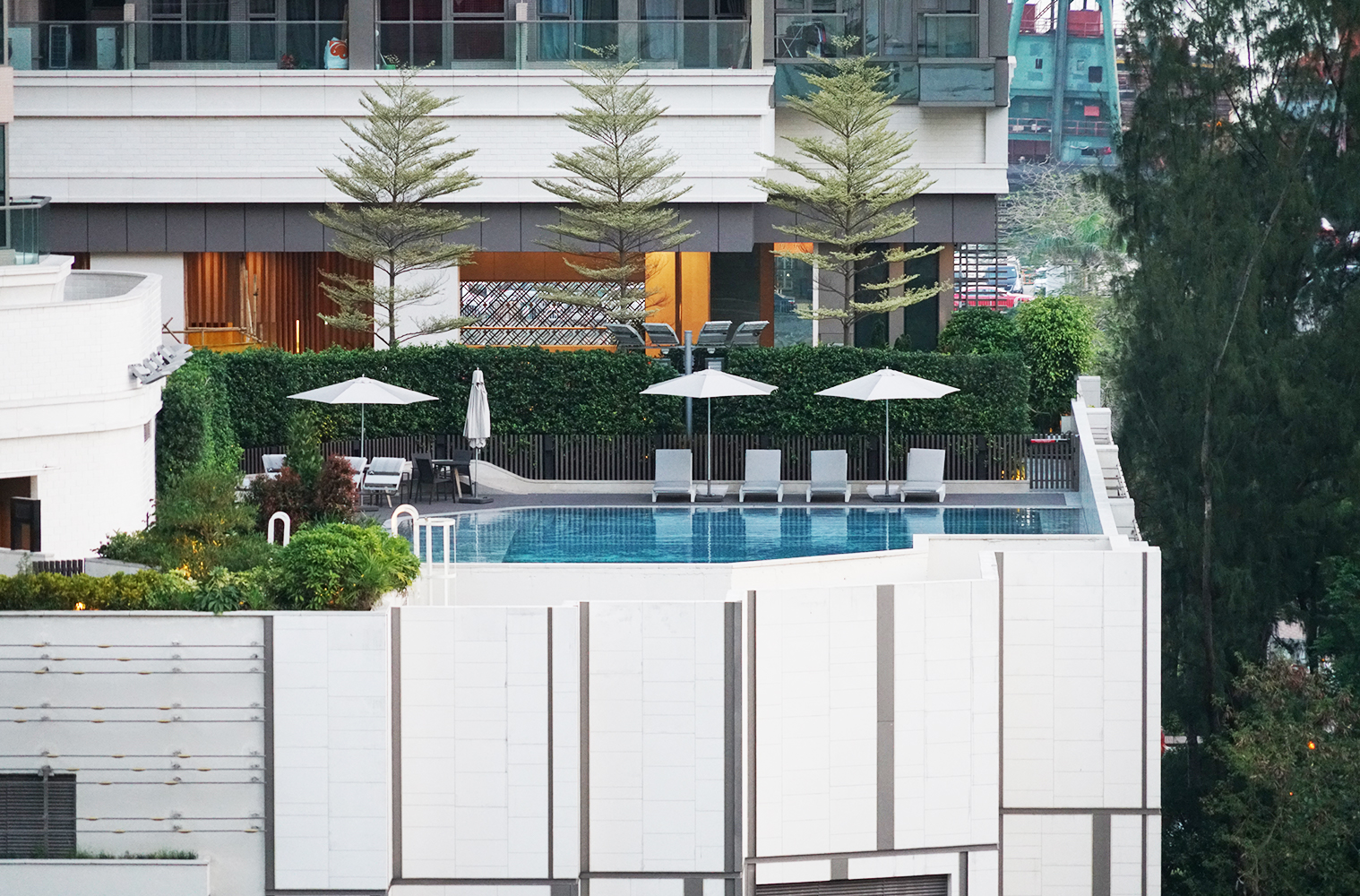
泳池

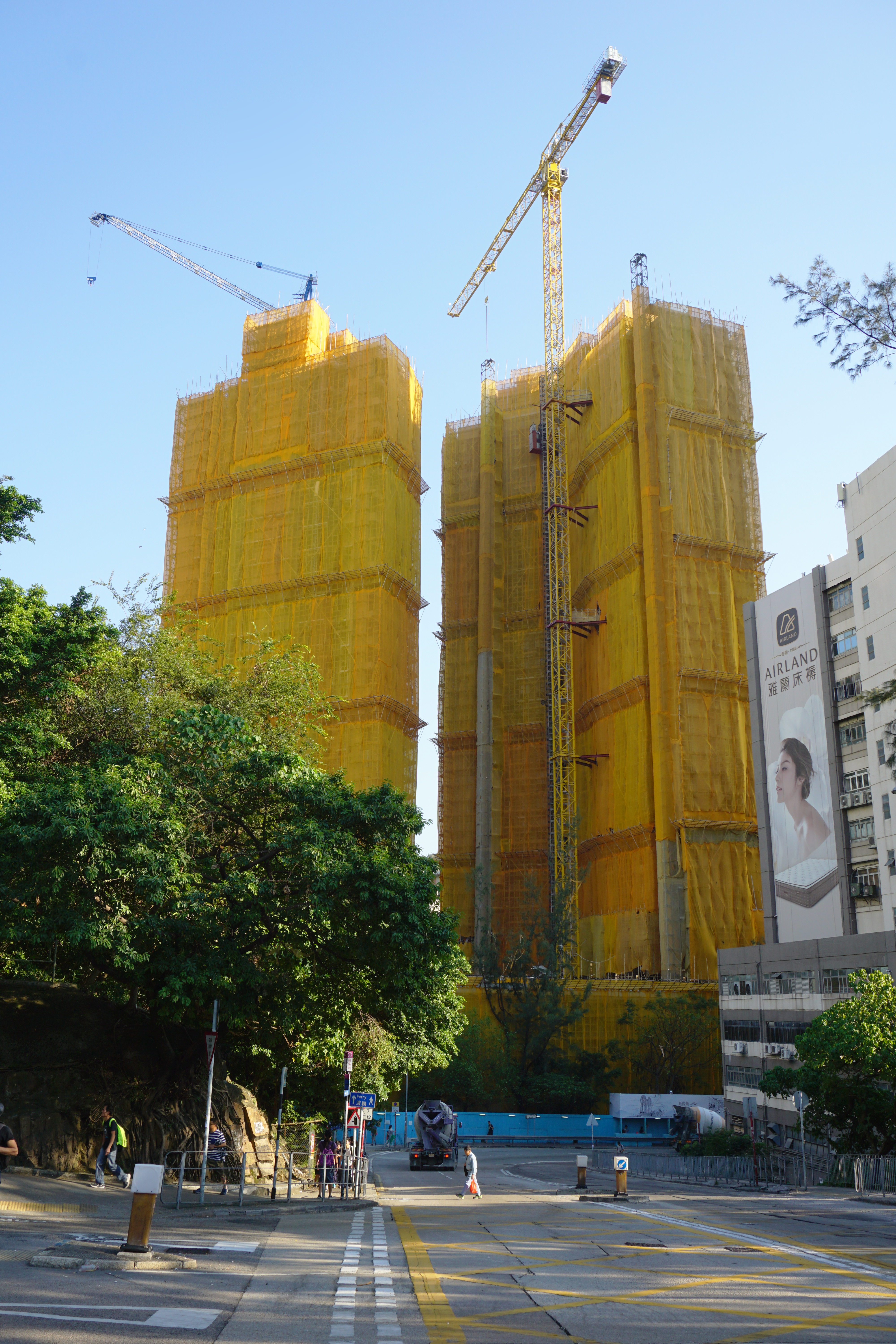
興建中，2018年10月

海傲灣（英語：One East Coast）是九龍建業的私人屋苑，位於香港九龍油塘鯉魚門徑1號，展覽廳及示範單位設於太子始創中心，2019年第3季入伙。

## 歷史
屋苑原規畫作社區用地，但一直作露天停車場。到2013年政府為增加房屋供應，將用地改作私人住宅用途。但全數為反對意見，當中以鯉魚門食肆的反對數目最多，擔心因停車位不足而流失客源。但規劃署無視300多宗反對意見，决定改建住宅。到2014年12月17日，由九建擊退21間財團以15.82億元投得地皮，樓面呎價達5,040元，較市場預期高約一成二。

## 住宅
項目由兩座住宅大樓組成，樓高31層，主打開放式至2房小型單位，合共提供646伙。其中第1座再細分 A, B 兩翼，一層設17伙；第2座為1層11伙。發展商在2018年10月開盤時以「市區樓、車位價」作招徠，叫價每呎平均20,000港元，為油塘歷來最貴新盤。
到2018年11月中樓市轉吹淡風後，改為用每日招標及截標模式銷售單位，2房海景戶指引價由約835.9萬起，一房由$400.7萬起。
2019年4月，海傲灣海景兩房單位叫價超過9百萬。

## 設施
會所ONE COASTAL CLUB，室內外面積佔地約1.2萬方呎，設施超過30項，包括共享工作室、閱讀廊、24小時健身室和全港首個住宅項目引入的VR智能模擬滑雪機。
基座設有商場，2021年8月U購Select（已結業）超市於地下舖位開業。

## 公共設施
根據賣地條款，項目最少須興建263個公眾泊車位，其中150個需在2017年9月底前落成。

## 毗鄰
- 鯉魚門
  - 三家村避風塘
  - 三家村碼頭
  - 鯉魚門市政大廈
  - 三家村
  - 馬環村
  - 馬背村
  - 安里西村
  - 輋頂村
  - 賽馬會鯉魚門創意館（前海濱學校）
  - 鯉魚門天后廟
  - 魔鬼山炮台
  - 鯉魚門燈塔
- 鯉魚門廣場
- 大本型
- 油塘中心
- 鯉魚門邨
- 鯉灣天下
- 嘉賢居
- Ocean One
- Peninsula East
- 高翔苑
- 高怡邨
- 高俊苑
- 油塘邨
- 油美苑
- 高宏苑
- 高曦苑
- 朗譽
- 曦臺
- 親海駅
- 蔚藍東岸
- 油塘工業區
- 東源街項目
- 油塘灣項目
- 油塘通風樓項目
- 四山街8號項目